# John Fru Ndi
Ni John Fru Ndi (Bamenda, Provincia Noroccidental, 7 de julio de 1941-Yaundé, 12 de junio de 2023) fue un político camerunés, líder del Frente Socialdemócrata de Camerún y principal grupo de oposición al régimen de Paul Biya y el Movimiento Democrático del Pueblo Camerunés. Se presentó como candidato presidencial de su partido en las elecciones de 1992 (en las que obtuvo el mejor resultado para un líder opositor, con el 36% de los votos), 2004 y 2011. En 2017 confirmó su candidatura para las elecciones de 2018, aunque luego la misma fue cedida a Joshua Osih.

## Biografía
Fru Ndi nació en Baba II, cerca de Bamenda, en la Provincia Noroccidental de Camerún, el 7 de julio de 1941. Su título, «Ni», una señal de respeto, le fue dado cuando nació. Asistió a una escuela local de Camerún en la Misión de Baforchu Basel antes de marcharse a estudiar y trabajar en el Lagos City College en Nigeria, en 1957. Dirigió una librería en Bamenda, el Ebibi Book Centre, y encabezó un club de fútbol, entre 1979 y 1988. Ese año, se presentó como candidato del Movimiento Democrático del Pueblo Camerunés en las últimas elecciones unipartidistas del país, perdiendo contra otra lista del mismo partido.
En mayo de 1990, con la legalización de los partidos opositores, Fru Ndi fundó el Frente Socialdemócrata de Camerún. Fue elegido presidente nacional del FSD en su Primera Convención Nacional Ordinaria, celebrada en Bamenda en mayo de 1992.
En las elecciones presidenciales de octubre de 1992, hizo una fuerte actuación contra el presidente Paul Biya, perdiendo con el 36% de los votos contra el 40% de Biya según los resultados oficiales. En su provincia natal, Noroccidental, obtuvo el 86.3% de los votos. Esta elección fue condenada como fraudulenta por la oposición, y Fru Ndi y el tercer candidato de la oposición Bello Bouba Maigari buscaron infructuosamente que los resultados fuesen declarados nulos por la Corte Suprema. En medio del estallido de violencia en la Provincia Noroeste que siguió a las elecciones, Fru Ndi fue puesto bajo arresto domiciliario. Casi al terminar el mes fue puesto en libertad. El 20 de enero de 1993, Fru Ndi, junto con su esposa Rose, asistieron a la toma de posesión del Presidente de los Estados Unidos, Bill Clinton. Él y Rose fueron fotografiados con Clinton y la esposa de Clinton, Hillary, y la presencia de Fru Ndi en el evento tuvo un impacto simbólico en Camerún, dando la impresión de reconocimiento y legitimidad a la luz del reclamo de Fru Ndi de haber ganado las elecciones de 1992.
Junto con otros partidos de oposición, el SDF decidió boicotear las elecciones presidenciales de octubre de 1997, en las que Biya obtuvo el 92% de los votos. Fru Ndi fue reelegido como líder del Frente Socialdemócrata en abril de 1999, con 1561 votos de los delegados presentes contra 40 de su rival, Chretien Tabetsing.
Falleció en la ciudad de Yaundé el 13 de junio de 2023 después de una larga enfermedad.